# Carlos Alberto Parreira
Carlos Alberto Gomes Parreira (Rio de Janeiro, 27 februari 1943) is een voormalig Braziliaans voetbaltrainer. Parreira is de enige bondscoach die zes keer op het FIFA WK met een nationaal team vertegenwoordigd was en deed dit met vijf landen. Het record om vijf verschillende landen te trainer op een FIFA WK deelt hij met Bora Milutinović. Parreira is de enige bondscoach die de AFC Asian Cup won met twee verschillende landen (met Koeweit in 1980 en met Saoedi-Arabië in 1988) en samen met Roger Lemerre de enige bondscoach die een internationaal eindtoernooi voor landenteams won op twee verschillende continenten (de CONMEBOL Copa América met Brazilië en de AFC Asian Cup met Koeweit en Saoedi-Arabië).

## Carrière
Met Koeweit was hij op het FIFA WK van 1982 aanwezig, met de Verenigde Arabische Emiraten op het FIFA WK van 1990, met Brazilië voor de eerste keer op het FIFA WK van 1994 (dat hij won) en met Saoedi-Arabië op het FIFA WK van 1998. Op het FIFA WK van 2006 was hij voor de tweede keer met Brazilië aanwezig en op het FIFA WK van 2010 was hij bondscoach van het gastland Zuid-Afrika. Tijdens het FIFA WK 1998 als bondscoach van Saoedi-Arabië was hij een van de twee bondscoaches die tijdens het toernooi werden ontslagen. Dit gebeurde na de tweede groepswedstrijd.
In 1997 was Parreira trainer van de New York/New Jersey MetroStars in de Major League Soccer. Tevens was hij trainer bij Fenerbahçe, waarmee hij de Süper Lig wist te winnen. In eigen land had hij Fluminense en Corinthians onder zijn hoede. Met die laatste club won hij in 2003 de Copa do Brasil en het Campeonato Paulista.
In de tussenliggende periode van de FIFA WK's in 1998 tot en met 2002 wees hij diverse aanbiedingen af om het Braziliaans voetbalelftal te trainen. Eind 2000, toen Vanderlei Luxemburgo werd ontslagen, weigerde hij bondscoach te worden, omdat hij naar eigen zeggen niet opnieuw de druk om een FIFA WK te moeten winnen te willen voelen. Toen Luiz Felipe Scolari als bondscoach tijdens de CONMEBOL Copa América van 2001 wedstrijden verloor van Mexico en Honduras, werd de vraag om Parreira opnieuw groter. Dit keer stelde hij voor om Scolari te assisteren in zijn poging het FIFA WK te winnen. In januari 2003 werd hij dan toch opnieuw aangesteld als bondscoach en kwalificeerde hij zich aan de hand van assistent Mário Zagallo voor het FIFA WK van 2006 met als doel de titel te verdedigen. Tijdens dit toernooi verloor het elftal in de kwartfinales van Frankrijk. Hierop bood Parreira op 19 juli 2006 zijn ontslag aan als bondscoach van het Braziliaans voetbalelftal. In zijn derde periode van het bondscoachschap wist Parreira in 2004 wel de CONMEBOL Copa América en in 2005 de FIFA Confederations Cup te winnen.
Tijdens het FIFA WK van 2010 in Zuid-Afrika was Parreira bondscoach van het gastland. Op 22 juni 2010 kondigde hij zijn afscheid aan, zijn contract liep nog tot 15 juli 2010. Zuid-Afrika was het eerste gastland ooit dat uitgeschakeld werd in de groepsfase. In 2007 won Farreira met Zuid-Afrika de COSAFA Cup.

## Erelijst
Als trainer
 Fluminense
- Campeonato Brasileiro Série A: 1984
- Campeonato Brasileiro Série C: 1999

 Fenerbahçe
- Süper Lig: 1995/96

 Corinthians
- Torneio Rio-São Paulo: 2002
- Copa do Brasil: 2002

 Koeweit
- Golf Cup of Nations: 1982
- AFC Asian Cup: 1980

 Brazilië
- FIFA WK: 1994
- CONMEBOL Copa América: 2004
- FIFA Confederations Cup: 2005

 Saoedi-Arabië
- AFC Asian Cup: 1988

 Zuid-Afrika
- COSAFA Cup: 2007

Individueel
- World Soccer Wereldtrainer van het Jaar: 1994
- IFFHS Beste Nationale Trainer van de Wereld: 2005

1 Taffarel ·
2 Jorginho ·
3 Ricardo Rocha ·
4 Ronaldão ·
5 Mauro Silva ·
6 Branco ·
7 Bebeto ·
8 Dunga  ·
9 Zinho ·
10 Raí ·
11 Romário ·
12 Zetti ·
13 Aldair ·
14 Cafú ·
15 Márcio Santos ·
16 Leonardo ·
17 Mazinho ·
18 Paulo Sérgio ·
19 Müller ·
20 Ronaldo ·
21 Viola ·
22 Gilmar ·
Coach: Parreira
1 Júlio César ·
2 Mancini ·
3 Luisão ·
4 Juan ·
5 Renato ·
6 Gustavo Nery ·
7 Adriano ·
8 Kléberson ·
9 Luís Fabiano ·
10 Alex ·
11 Edu ·
12 Fábio ·
13 Maicon ·
14 Bordon ·
15 Cris ·
16 Dudu Cearense ·
17 Adriano C. ·
18 Júlio Baptista ·
19 Diego ·
20 Felipe ·
19 Ricardo Oliveira ·
20 Vágner Love ·
Coach: Parreira
1 Dida ·
2 Maicon ·
3 Lúcio ·
4 Roque Júnior ·
5 Emerson ·
6 Gilberto Melo ·
7 Robinho ·
8 Kaká ·
9 Adriano ·
10 Ronaldinho  ·
11 Zé Roberto ·
12 Marcos ·
13 Cicinho ·
14 Juan ·
15 Luisão ·
16 Léo ·
17 Gilberto Silva ·
18 Juninho Pernambucano ·
19 Renato ·
20 Júlio Baptista ·
21 Ricardo Oliveira ·
22 Edu ·
23 Gomes ·
Coach: Parreira
1 Dida ·
2 Cafú  ·
3 Lúcio ·
4 Juan ·
5 Emerson ·
6 Roberto Carlos ·
7 Adriano ·
8 Kaká ·
9 Ronaldo ·
10 Ronaldinho ·
11 Zé Roberto ·
12 Rogério Ceni ·
13 Cicinho ·
14 Luisão ·
15 Cris ·
16 Gilberto Melo ·
17 Gilberto Silva ·
18 Mineiro ·
19 Juninho Pernambucano ·
20 Ricardinho ·
21 Fred ·
22 Júlio César ·
23 Robinho ·
Coach: Parreira